# Kannon d'Ashibetsu
Kannon d'Ashibetsu és una estàtua amb forma femenina que representa una bodhisattva Avalokitesvara. Amb 88 metres d'alçada, es troba a l'est de la ciutat d'Ashibetsu, al centre de l'illa d'Hokkaidō, al parc Kita-no-Miyako. És la 10a estàtua més gran del món i va ser inaugurada el 1989.

## Història
L'estàtua es començà a construir el 1975 al Parc Kita-no-Mino, a l'est d'Ashibetu. Es va concloure 14 anys més tard, al 1989. Mantingué el rècord d'estàtua més gran del món fins al 1991. A hores d'ara és la 10a estàtua més gran del món, així com la 3a estàtua més gran del Japó.

## Descripció
L'estàtua fa 88 metres d'altura i és damunt un pedestal fet de flors de lotus, emblemàtiques de Buda. Té la mirada baixa, indicant contemplació o pregària, i els braços i les mans en posició de mudrā, signe de transmissió de l'ensenyament de Buda. Una aurèola daurada li adorna el cap a la dea Kannon.
L'estàtua conté 20 plantes amb ascensor; els pisos tenen altars i llocs de culte, vuit en total, i una plataforma que ofereix una vista panoràmica del paisatge.